# Стариця (Калузька область)
Стариця (рос. Старица) — присілок в Ульяновському районі Калузької області Російської Федерації.
Населення становить 51 особу. Входить до складу муніципального утворення Село Ульяново.

## Історія
Від 2004 року входить до складу муніципального утворення Село Ульяново

## Населення
| 2002 | 2010 |
| ---- | ---- |
| 90   | ↘51  |